# I Remember
Singles par Deadmau5
Bye Friend
(2008) Ghosts 'n' Stuff
(2009)
Singles par Kaskade
Move for Me
(2008) Angel on My Shoulder
(2008)
I Remember est une chanson de house progressive du DJ et compositeur canadien Deadmau5 et américain Kaskade sortie le 23 octobre 2008 sous le major Virgin Records. La chanteuse américaine Haley Gibby est l'interprète de la chanson. Le single est extrait de l'album studio Random Album Title. La chanson apparaît dans le jeu vidéo GoldenEye 007 sorti en 2010 et DJ Hero 2.

## Clip vidéo
Il existe deux versions du clip, une qui dure 10 minutes et une autre 4 minutes. Le clip a été produit par la société de production « donnelly24.com » par Anthony et Christopher Donnelly. La vidéo a été réalisée par Colin O'Toole.

## Formats et liste des pistes
- Vinyle 12"

| No | Titre                     | Durée |
| -- | ------------------------- | ----- |
| 1. | I Remember (Vocal Mix)    | 9:53  |
| 2. | I Remember (Instrumental) | 9:57  |

- CD single aux États-Unis

| No | Titre                      | Durée |
| -- | -------------------------- | ----- |
| 1. | I Remember (Radio Edit)    | 3:50  |
| 2. | I Remember (Vocal Mix)     | 9:53  |
| 3. | I Remember" (Instrumental) | 4:42  |

- CD single au Royaume-Uni

| No | Titre                                     | Durée |
| -- | ----------------------------------------- | ----- |
| 1. | I Remember (Extended Version)             | 9:54  |
| 2. | I Remember (Extended Version) (Edit)      | 6:00  |
| 3. | I Remember (Instrumental)                 | 9:58  |
| 4. | I Remember (J Majik & Wickaman Vocal Mix) | 6:15  |
| 5. | I Remember (Radio Edit)                   | 3:21  |
| 6. | I Remember (Caspa Remix)                  | 5:35  |

- Vinyle 12" en Italie

| No | Titre                  | Durée |
| -- | ---------------------- | ----- |
| 1. | I Remember (Vocal Mix) | 9:57  |
| 2. | Hi Friend (Original)   | 5:40  |

- Téléchargement digital - Remixes

| No | Titre                                  | Durée |
| -- | -------------------------------------- | ----- |
| 1. | I Remember (Radio Edit)                | 3:20  |
| 2. | I Remember (Vocal Mix)                 | 9:53  |
| 3. | I Remember (Instrumental)              | 4:42  |
| 4. | I Remember (J Majik & Wickaman Remix)  | 6:14  |
| 5. | I Remember" (J Majik & Wickaman Dub)   | 6:13  |
| 6. | I Remember" (Caspa Remix)              | 5:35  |
| 7. | I Remember" (Caspa Remix Instrumental) | 5:35  |

## Performance dans les hit-parades
Au Royaume-Uni, le single se classe 14e au Royaume-Uni dans le UK Singles Chart le 19 mai 2009. Au total, la chanson se classe durant 9 semaines dans le top 40. Le single est certifié disque d'argent par l'organisme British Phonographic Industry (BPI) avec 200 000 exemplaires vendus. Durant l'été 2009, I Remember est joué dans les clubs au Royaume-Uni, la chanson rencontre notamment un très grand succès dans les clubs londoniens. Aux États-Unis, le single atteint la première place dans le classement Billboard's Hot Dance Airplay le 17 octobre 2009. Ce qui fait leur 2e numéro un dans ce classement pour le duo après Move for Me (2008).

## Classement et succession

### Classement par pays
| Classement (2009)                        | Meilleure position |
| ---------------------------------------- | ------------------ |
| Pays-Bas (Dutch Top 40)                  | 14                 |
| Royaume-Uni (UK Dance Chart)             | 3                  |
| Royaume-Uni UK Singles Chart             | 14                 |
| États-Unis Hot Dance Airplay (Billboard) | 1                  |

## Utilisation dans les médias
Un remix de I Remember par FSG est inclus dans le jeu vidéo DJ Hero 2 et GoldenEye 007.
La chanson est utilisée en tant que bande annonce du film juridique américain réalisé par Brad Furman La Défense Lincoln. La chanson est mise lorsque Jesus Martínez, interprété par Michael Peña, explique sa version des événements survenus dans la nuit de l’assassinat de Donna Rentería.